# Derryclogher (Knockboy) Bog SAC
Derryclogher (Knockboy) Bog SAC este o arie protejată (arie specială de conservare — SAC, sit de importanță comunitară — SCI) din Irlanda întinsă pe o suprafață de 1.712,16 ha, integral pe uscat.

## Localizare
Centrul sitului Derryclogher (Knockboy) Bog SAC este situat la coordonatele 51°48′14″N 9°25′36″W / 51.803762°N 9.426783°V.

## Înființare
Situl Derryclogher (Knockboy) Bog SAC a fost declarat sit de importanță comunitară în noiembrie 1997 pentru a proteja un număr necunoscut de specii din flora spontană și fauna sălbatică aflate în arealul zonei. Situl a fost protejat și ca arie specială de conservare în august 2021.

## Biodiversitate
Situată în ecoregiunea atlantică, aria protejată conține 1 habitat natural: Turbării de acoperire (* exclusiv pentru turbării active).
La baza desemnării sitului se află un număr nedeclarat de specii protejate.
Pe lângă speciile protejate, pe teritoriul sitului au mai fost identificate 1 specie de păsări.